# سوق الثلاثاء (ولاية تلمسان)
سوق الثلاثة إحدى بلديات دائرة باب العسة بولاية تلمسان الجزائرية.